# 张一博
張一博（1985年7月5日—）是一位生於中华人民共和国上海市的日本乒乓球選手。他的妻子是福原爱的教练张莉梓。張一博原本是上海队球员。2002年，張一博前往日本打球，后来入籍日本。在2010年世界乒乓球团体锦标赛上，张一博所在的日本队获得铜牌。後來張一博出任日本T联赛琉球アスティーダ的主帅。

## 脚注
1. ↑  . 新華網.   [2022-08-23]. （原始内容存档于2022-08-23）.
2. ↑  . 騰訊體育.   [2022-08-23]. （原始内容存档于2022-08-23）.
3. ↑  . 新浪體育.   [2022-08-23]. （原始内容存档于2022-08-23）.